# Вольногорский городской совет
Вольногорский городской совет (укр. Вільногірська міська рада) — административно-территориальная единица и соответствующий орган местной власти в составе Днепропетровской области Украины.
Административный центр городского совета находится в городе Вольногорск.

## Населённые пункты совета
- г. Вольногорск